# Беспін
Беспін — планета зі всесвіту Зоряних війн. Планета є газовим гігантом, розташована у однойменній системі сектору Аноат на Зовнішньому кільці. Планета є важливим джерелом газу тибанна, який очищався для подальшого виробництва та переправлявся на численні переробні станції, одним з яких було Хмарне місто. У видобутку тибанну в основному були задіяні угноти, в той час, коли люди жили зверху, у придатній для дихання атмосфері.

## Опис
Беспін — це величезний газовий гігант розташований у малозаселеному секторі галактики Аноат. У планети є два супутника, від яких вона розділена поясом астероїдів під назвою Кільце Велсера. Планета має чітко розділену на шари атмосферу, лише невеликий шар якої є придатним для органічного життя, який в свою чергу розташований над дорогоцінним газом тибанна. Загалом планета не придатна для життя, що свідчить відсутність придатної для життя землі або води, але не зважаючи на це Беспін був домом для багатьох живих істот. Через те, що на планеті майже не було води, то басейн вважався розкішшю. Планета завершує свій орбітальний період кожні 14 стандартних років, а доба триває 12 стандартних годин. У верхніх шарах атмосфери у яких знаходиться Хмарне місто захід сонця триває 2 години.
Газ тибанна добували та переробляли на кількох гірничодобувних комплексах, включаючи Хмарне місто (великий мегаполіс, який парить у величезних хмарах планети) та станцію «Чинук», яка слугувала складом палива та заправкою. Також для видобутку газу було задіяно місто Угноград, яке заселене угнотами. Лише Хмарне місто обробляв газ для продажу за межі планети.

## Історія
Під час Галактичної громадянської війни Беспін залишався безпартійним, але це не завадило Галактичній Імперії захопити Хмарне місто. Однак після поразки Імперії на Ендорі газовий гігант з його гірничодобувними колоніями відновили свою свободу.
Після битви при Екзеґолі в 35 ПБЯ, Беспін повстав проти Верховного Порядку.

## Історія створення
Вперше Беспін з'явився у фільмі 1980 року «Зоряні війни: Імперія завдає удару у відповідь», хоча перша згадка була ще у журналі «Star Wars Official Poster Monthly 18», який опублікований у березні 1979 року.
На офіційному сайті StarWars.com йдеться про те, що газовий гігант був «оточений кількома місяцями». У довіднику «Зоряні війни: Повний путівник по світах», який був опублікований в 2016 році, вказано, що планета має два супутника.